# WILD/Dr.
《WILD／Dr.》是安室奈美惠以个人单独名义在2009年3月18日发行的第35张单曲。以CD ONLY、CD+DVD兩形式發行。

## 簡介
- 距離前作約一年的雙A面單曲。精選輯《BEST FICTION》後、2009年唯一的單曲。自《CAN'T SLEEP, CAN'T EAT, I'M SICK／人魚》以來的雙A面單曲（複數A面單曲則是前作《60s 70s 80s》）。2曲都為安室本人出演的廣告歌曲。而《Dr.》更是「沙宣 premium」（Fashion×Music×VSCampaign）的廣告曲，為安室第五首成為該廣告的使用歌曲。
- 《WILD》的樂曲製作為T.KURA・MICHICO夫婦負責。與飲品可口可樂廣告主題"WILD HEALTH"一樣，本曲的主題為「對抗少子化」，曲風融合了電子、HOUSE與R&B。
- 《Dr.》與《WILD》一樣為以電子、Techno、R&B等曲風混合的歌曲。樂曲的製作人由Nao'ymt負責。歌名與歌詞的世界觀，是以電影「回到未來」中得到的提示。音樂錄影帶以「超越時空，傳遞世界和平的訊息」為主要概念，宣傳「世界和平」、「環境保護」等反戰信息，全動畫製作，其中安室更以動畫人物出演[1]。
- 發售後獲得Oricon榜冠軍，更新了安室連續15年獲得TOP 10單曲的紀錄[2]。

## 收录曲

### CD
1. WILD
  - 作詞：michico／作曲：T.Kura、michico／編曲：T.Kura
2. Dr.
  - 作詞・作曲・編曲：Nao'ymt
3. WILD（Instrumental）
4. Dr.（Instrumental）

### DVD
1. WILD（Music Video）
  - 導演：Caviar／編舞：TETSUHARU
2. Dr.（Music Video）
  - 導演：水崎淳平、佐藤秀一、清水康彦

## 備註
1. ↑  全国のクリエイターが集結！ 安室奈美恵がアニメ化！（CDジャーナル）
2. ↑  .   [2012-02-17]. （原始内容存档于2012-10-16）.